# Octobre 1883

## Événements
- France : création du Conseil supérieur des Colonies.

- 1er octobre : fondation à Mannheim de la société Benz & Cie.

- 11 octobre : le négociant de Brême, Adolf Lüderitz, débarque au Sud-Ouest africain. Une flotte allemande y amène bientôt des missionnaires.

- 12 - 14 octobre, États-Unis : congrès anarchiste à Pittsburgh.

- 23 octobre : Henry Petty-FitzMaurice devient Gouverneur général du Canada.

- 30 octobre : signature d’une alliance défensive secrète entre la Roumanie et l’Autriche face à une éventuelle attaque de la Russie (1883-1916), rejoints par l’Allemagne dans le cadre de l’alliance des trois empereurs de 1872[1].

## Naissances
- 1er octobre : Gabriel Deluc, peintre français († 1916).
- 6 octobre : Lionel Bussey, ingénieur en mécanique anglais († 1969).
- 8 octobre : Ielpidifor Anempodistovitch Kirillov, physicien soviético-russe († 1964).
- 31 octobre : Marie Laurencin, peintre français († 1956).

## Décès
- 5 octobre : Joachim Barrande, géologue et paléontologue français (° 1799).
- 22 octobre : Albert Hendschel, dessinateur et caricaturiste allemand  (° 8 juin 1834).
- 28 octobre : Henri de Bonnechose, cardinal français, archevêque de Rouen (° 30 mai 1800).